# Châtillon-sur-Saône
Châtillon-sur-Saône – miejscowość i gmina we Francji, w regionie Grand Est, w departamencie Wogezy.
Według danych na rok 1990 gminę zamieszkiwało 176 osób, a gęstość zaludnienia wynosiła 19 osób/km² (wśród 2335 gmin Lotaryngii Châtillon-sur-Saône plasuje się na 869. miejscu pod względem liczby ludności, natomiast pod względem powierzchni na miejscu 648.).